# Jos Bascourt

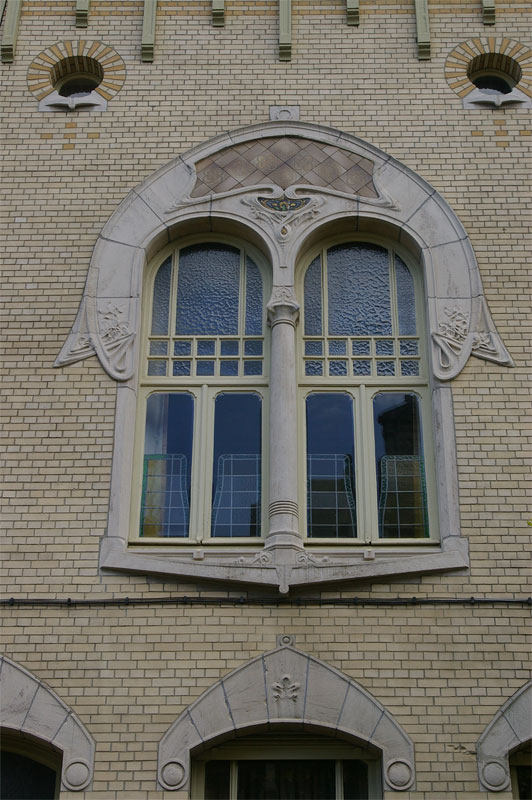
Stella Matutina (1904), Cogels-Osylei 55 à Zurenborg (Anvers) est un typique exemple d'une œuvre art nouveau par Jos Bascourt.

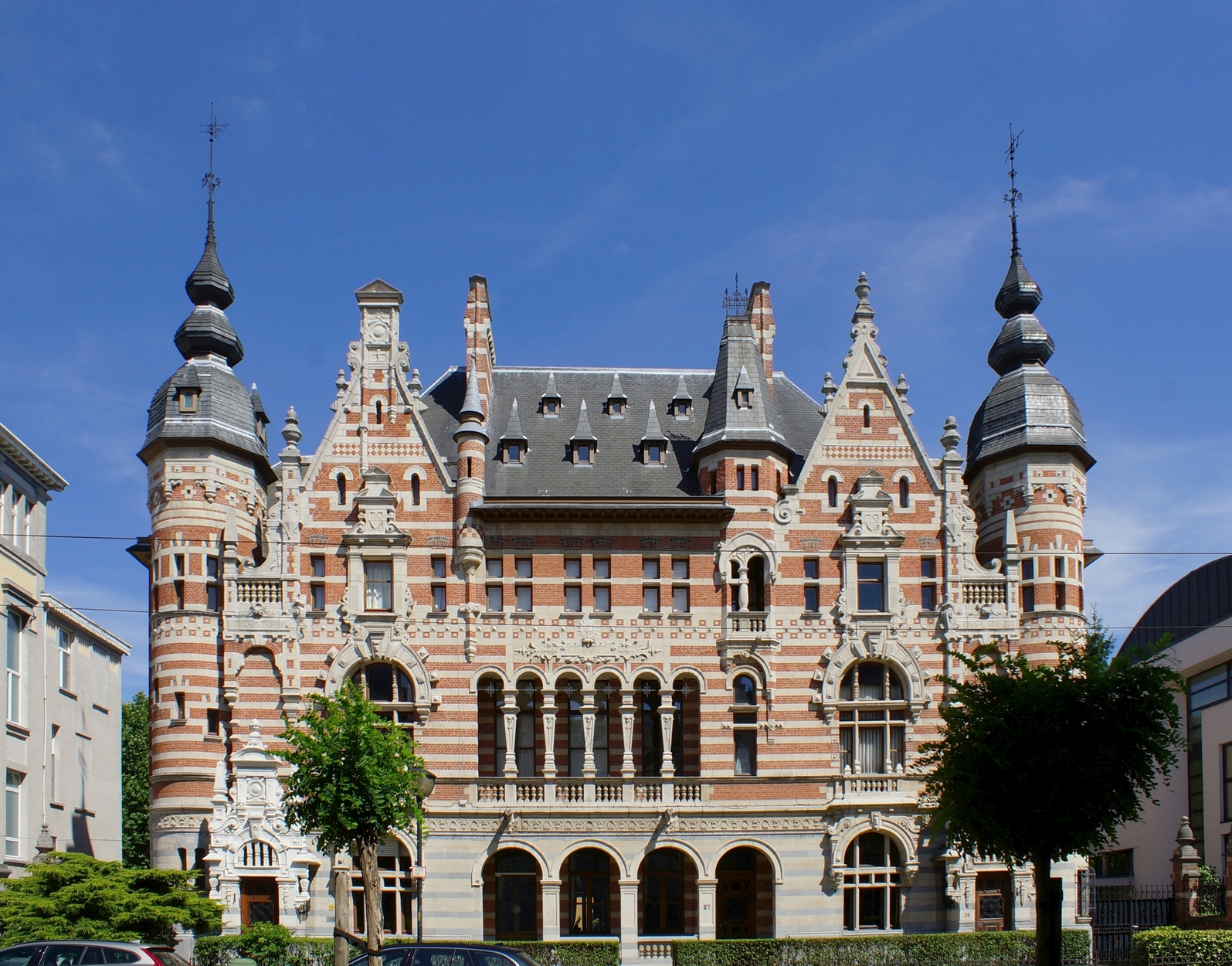
Rangée de maisons "In de Sterre, de Sonne en de Mane" à la Cogels-Osylei, 25-27-29 à Berchem (Anvers). Ces trois maisons séparées donnent l’impression de former un palais urbain.

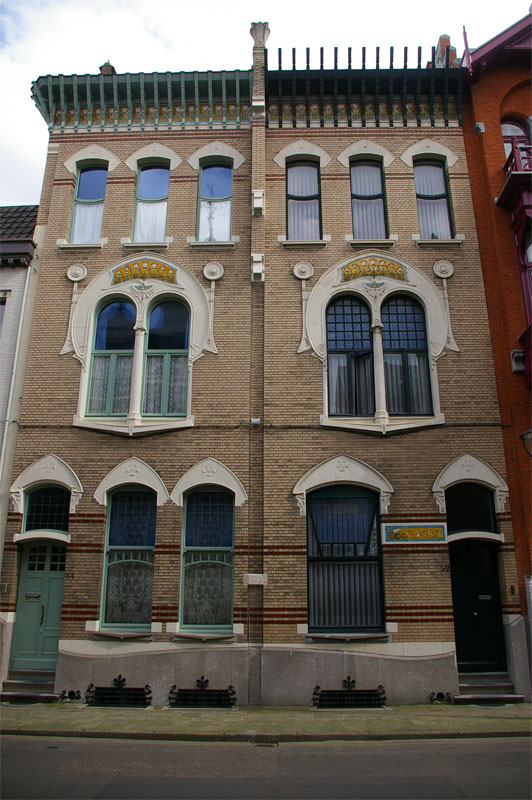
Anvers, quartier de Zurenborg, maisons jumelées, "Le Lotus" et "Le Papyrus", par Jos Bascourt.

Jos Bascourt de son nom complet Joseph Hyacinthe Marie Corneille Bascourt, né à Schaerbeek le 15 septembre 1863 et mort à soixante-trois ans à Anvers le 6 mars 1927,, est un architecte belge connu pour son œuvre construite de style éclectique et Art nouveau, dans la ville d'Anvers et ses environs. Il a ainsi édifié pas moins de vingt-cinq maisons dans le nouveau quartier anversois de Zurenborg.

## Vie et œuvre
Jos Bascourt est né comme troisième fils dans une famille de sept enfants. À cause de la maladie de son père, qui avait dû abandonner son négoce de café et d'objets religieux, il fut éduqué à Anvers chez la sœur de celui-ci Marie-Eugenie Bascourt épouse Buelens qui exploitait un commerce de lingerie sur la Groenplaats.
À l'âge de dix-sept ans il s'inscrit à la section architecture de l'Académie royale des beaux-arts d'Anvers. Il y devint un brillant étudiant. Il y suivit les cours de Jos Schadde, Léonard Blomme et Pieter Dens.
Après ses études, il remporta divers prix dans des concours d'architecture. En 1887 il ouvrit son bureau personnel et commença à construire une maison de style néogothique pour sa tante. C'est en 1899 qu'il accomplit son chef-d'œuvre : l'ensemble Herfst, Winter, Zomer en Lente, quatre maisons de coin au carrefour de la rue General van Merlen et de la rue de Waterloo. Il construisit en même temps d'autres bâtiments hors d'Anvers : une villa pour le directeur Luyckx à Westmalle ainsi que pour madame Nottebohm l'hôpital Nottebohm à Berchem. Après la guerre il s'adapta à la nouvelle grammaire art déco qu'il déclina dans sa dernière grande réalisation l'hôtel de ville de Wilrijk. Il fut membre du cercle De Scalden.
Il fut honoré le 21 juillet 1925 par le rang de chevalier de l'Ordre de la couronne. En fin de carrière il ne fit plus que de petites réalisations. Il mourut à soixante-trois ans à Anvers.

## Principales réalisations
- Maison Boreas (1898)
- Ensemble Herfst, Winter, Zomer en Lente (1899)
- Maisons Lotus et Papyrus (1901)
- Maison De Morgenster (1904)
- Maison Nymphea (1904)